# Emmanuel Eboué
Emmanuel Eboué (sinh ngày 4 tháng 6 năm 1983) là một cựu cầu thủ bóng đá Bờ Biển Ngà. Vị trí sở trường của anh là hậu vệ phải nhưng anh cũng thường xuyên được dùng ở vị trí tiền vệ cánh phải.
Khởi đầu sự nghiệp ở ASEC Mimosas, anh tới châu Âu để thi đấu cho Beveren của Bỉ năm 2002. Anh dành phần lớn sự nghiệp của mình, từ 2005 tới 2011, tại Arsenal của Giải bóng đá Ngoại hạng Anh, thi đấu 214 trận – trong đó có trận Chung kết UEFA Champions League 2006 – và ghi 10 bàn. Anh chuyển tới Galatasaray, và giành năm chức vô địch quốc gia. Sau khi rời đội bóng Thổ Nhĩ Kỳ năm 2015, anh có trong danh sách thi đấu của Sunderland trước khi bị FIFA cấm thi đấu vì không trả lương cho người đại diện.
Eboué khoác áo Đội tuyển bóng đá quốc gia Bờ Biển Ngà từ năm 2004 tới 2013, có 79 trận ra sân. Anh tham dự năm giải đấu Cúp bóng đá châu Phi và hai Giải vô địch bóng đá thế giới.